# Монокини (группа)
«Моноки́ни» — российский музыкальный поп-проект начала 2000-х годов.

## Краткая история
Проект «Монокини» был создан в 1999 году известным продюсером и композитором Максом Фадеевым. Солисткой диско-проекта стала певица из Волгограда по имени Татьяна Заикина, известная под творческим псевдонимом Мона (род. 26 ноября 1981). В 2001 году вышел дебютный альбом «Монокини» — «Дотянуться до солнца», в который вошли песни «Сидим на облаках» (на эту композицию был снят первый клип «Монокини»), «Дотянуться до солнца», «До встречи на звезде». После альбома было выпущено ещё несколько успешных синглов: «Беги», «Ветер», «Всё отдала», «Тикает», «Тайны больше нет».
Проект был настолько удачным, что неоднократно становился лауреатом фестиваля «Песня года» с композициями «Ветер» и «Тикает». 
Авторами музыки и текстов дебютного альбома «Дотянуться до солнца» являются Макс Фадеев и его брат Артём. Музыкальный критик портала «InterMedia» Екатерина Алексеева в рецензии на альбом описала группу как «типичный продюсерский проект семейной корпорации Фадеевых». «Музыкальная газета» называет песню «На рассвете танцуй» самой характерной из альбома, по которой можно составить впечатление обо всём альбоме, а самой хитовой — «Дотянуться до солнца».
В 2007 году Мона покинула проект. Когда Фадеев объявил о кастинге на место солистки, это вызвало негативную реакцию со стороны поклонников Моны, в результате чего проект был закрыт.

## Дискография
- 2001 — «Дотянуться до солнца»[4].